# Genisphindus rotundus
Genisphindus rotundus är en skalbaggsart som beskrevs av Mchugh 1993. Genisphindus rotundus ingår i släktet Genisphindus och familjen slemsvampbaggar. Inga underarter finns listade i Catalogue of Life.